# Nicolas Antoine
Pour les articles homonymes, voir Antoine.
Nicolas Antoine né à Briey vers 1602 et mort supplicié sur le bûcher le 20 avril 1632 à Genève, est un théologien protestant français qui adopta les croyances du judaïsme, proclama s’être converti au judaïsme, vécut comme crypto-juif et fut condamné à mort en tant que tel, bien qu’il n’eût jamais été accepté par la communauté juive.

## Conversion refusée par la communauté juive
Né de parents catholiques en 1602 ou 1603 à Briey, une petite ville du duché de Lorraine, Antoine suit, pendant cinq ans, les cours du collège de Luxembourg, puis est envoyé à Pont-à-Mousson, Trèves et Cologne pour des études supérieures chez les jésuites. Leur influence semble cependant avoir été inexistante, car au retour de Briey, Nicolas Antoine, alors âgé de vingt ans, n’est plus un fervent catholique. 
Les doctrines du protestantisme l’attirent et il consent à être converti par le pasteur Paul Ferry, de l’église réformée de Metz, prêcheur réputé et de grande éloquence. Le jeune converti réussit à amener son frère au protestantisme, mais son père qu’il a également essayé de convertir cessera de subvenir à ses besoins. II fréquente les académies de Sedan avec le but de s’inscrire le 20 juillet 1624 à celle de Genève pour étudier la religion réformée. Deux ans plus tard il soutient une thèse en théologie intitulée De falso missae sacrificio, mais là aussi, son enthousiasme diminue à mesure qu’il approfondit ses études et sa réflexion par la lecture de l’Ancien Testament. Il retourne faire part de ses doutes à Abraham Rambour, un de ses anciens professeurs d’hébreu de Sedan et parvient assez rapidement à la conclusion, assez inattendue, que seul l’Ancien Testament contient la vérité. S’apercevant de la similitude de ses doutes avec les croyances juives, il se définit secrètement comme juif, bien qu’il ignore que le judaïsme s’appuie non seulement sur la Bible hébraïque, mais aussi sur sa tradition d’interprétation orale qui a pris corps dans le Talmud.
Dès lors, Antoine cherche, sans succès, à pénétrer dans les communautés juives de Metz, de Venise et de Padoue. Le rabbinat de Metz refuse d’accueillir le jeune homme dans le judaïsme, par peur des représailles de la part des autorités, et conseille à Antoine de se rendre aux Pays-Bas ou en Italie, où les Juifs jouissent d’une plus grande liberté. Accompagné d’un pasteur chrétien, qu’il a connu à Sedan et qu’il essaie en chemin d’amener à ses croyances, il arrive à Venise, où il découvre que les conditions de vie des Juifs qu’on lui avait décrites ont été enjolivées : les Juifs ne sont tolérés par la république de Venise que pour des raisons commerciales ; ils sont enfermés dans un ghetto et obligés de porter un disque jaune qui les expose aux railleries de la population. Néanmoins, il leur demande de le circoncire. Là aussi, il reçoit une réponse négative par crainte des réactions du Conseil des Dix. La scène se reproduit à Padoue.
Lors de son procès, il sera argué que les Juifs italiens lui auraient donné le « conseil diabolique » de poursuivre sa vie de Juif pieux sous les habits de l’Église « tout en étant juif en son cœur ». Nicolas Antoine se rend alors à Genève où il accepte un poste de tuteur dans la famille du pasteur et professeur Giovanni Diodati. Pendant quelque temps, il enseigne aussi la classe supérieure du collège, mais comme apostat du catholicisme, il n’est pas considéré suffisamment orthodoxe pour qu’on lui confie la chaire de philosophie de l’Académie de Genève.

## Pasteur protestant, bien que juif
Désirant se marier, Nicolas Antoine cherche une autre affectation. Une nouvelle paroisse protestante vient juste d’être créée à Divonne, un petit village du pays de Gex, qui a appartenu à la France jusqu’en 1602, et qui maintenant est rattaché à la juridiction religieuse de Genève. Là, Antoine obtient le poste de pasteur. 
Une fois installé, il cherche à apaiser sa conscience. Ne révélant ses convictions les plus profondes à personne, il observe secrètement un mode de vie entièrement juif, disant ses prières en hébreu et observant tous les rites mosaïques. Dans ses offices publics, il prononce le nom de Jésus aussi rarement que possible. Il n’aurait jamais lu la confession apostolique de manière audible et dans la communion, au lieu des mots : « Ceci est ma chair, ceci est mon sang », il prononce la phrase : « Votre sauveur se souvient de vous ». Ses sermons dont les textes ont pour origine uniquement les Livres d’Isaïe et des autres prophètes, deviennent célèbres dans la région, bien qu’ils manquent étrangement de caractéristiques chrétiennes. Les paysans de Divonne sont parfaitement satisfaits de leur pasteur, qui est éloquent à l’extrême et plein de gentillesse à leur égard ; la forme vague de ses sermons ne les choque pas. 
Cependant, le seigneur du château voisin est outragé, et estime qu’Antoine dépasse les bornes quand, un dimanche, il prêche sur le psaume 2 (qui selon la théologie chrétienne orthodoxe, annonce la venue du fils de Dieu) en déclarant que Dieu n’a pas de fils et qu’il n’y a qu’un seul Dieu. Le châtelain proteste avec véhémence contre le pasteur hérétique et menace de le dénoncer au synode. 
Nicolas Antoine tombe dans un profond désespoir ; une attaque nerveuse lui fait perdre la raison. À plusieurs de ses collègues de Genève, qui viennent le voir, il chante le soixante-quatorzième psaume, puis s’arrête brusquement et s’exclame qu’il est juif et blasphème la chrétienté. On reconnaît sa folie et on le met au lit, mais il échappe à ses gardiens et vagabonde dans la campagne. Le lendemain on le retrouve à Genève dans un état misérable, s’agenouillant dans la rue et appelant à voix haute le Dieu d’Israël et tente de se jeter dans le Rhône. Le 11 février 1632, on le place dans un asile de fous. Les traitements médicaux n’ont que peu d’effets. Ses collègues ecclésiastiques font tout leur possible pour qu’il change de religion et revienne au christianisme. La Compagnie des Pasteurs lui délègue les professeurs en théologie, Frédéric Spanheim et Jean Diodati, pour lui commenter quelques passages de l’Ancien Testament, notamment les chapitres 9 et 53 d’Esaïe, mais Antoine ne cesse de se proclamer juif et désire rester juif, l’Ancien Testament ne mentionnant jamais la Trinité.

## Son emprisonnement et son exécution
Une accusation pour hérésie ne peut être évitée plus longtemps ; le chef de la police de Genève arrête Antoine, et entame des poursuites pour avoir parjuré son baptême ainsi que le serment qu’il avait prêté lors de son entrée au ministère, de commettre un crime de lèse-majesté divine en niant la divinité du Christ, d’avoir prêché l’Evangile et administré la Cène en étant Juif. Pendant qu’il est en prison, le clergé tente sans cesse d’obtenir sa reconversion, essayant en vain de lui faire signer une déclaration de foi orthodoxe. Obligé de formuler sa croyance religieuse, Antoine rédige douze articles qui sont immédiatement soumis à un tribunal ecclésiastique. Ces articles élaborent les principes du judaïsme dans le style des « treize articles de foi » de Maïmonide auxquels il ajoute « onze objections philosophiques contre le dogme de la Trinité ». En même temps, il envoie aux juges trois requêtes dont deux ont été conservées. Malgré les efforts du pasteur parisien Metrezat, et d’autres pasteurs, les juges sont intraitables. 
Le procès débute le 11 avril ; l’attitude d’Antoine, plein de dignité, engendre beaucoup de sympathie. Les menaces des juges n’ont pas plus d’effet que les persuasions de ses collègues. Il répète constamment : « Je suis un Juif et je demande à Dieu l’honneur de mourir pour le judaïsme ». La cour essaie de démontrer qu’il a essayé de répandre ses doctrines hérétiques à Genève, ce qu’il nie avec la plus grande énergie. Tous les efforts des juges reçoivent la même réponse : « Avec l’aide de Dieu, je suis déterminé à mourir dans ma religion actuelle ».
Quinze membres du clergé et des professeurs de théologie sont cités comme témoins. Plusieurs demandent une sentence légère, car dans leur opinion, Antoine n’a pas commis de péché en devenant un Juif, bien qu’en raison de son hypocrisie, il mérite d’être défroqué et banni, ou au pire l’excommunication. De plus, ils affirment que la décision ne doit pas être précipitée et qu’il serait souhaitable de connaître l’avis de différentes églises ou académies. Une majorité fanatique cependant insiste pour que les juges choisissent cette occasion de démontrer leur foi, car il serait très dangereux d’absoudre un des leurs qui a professé le judaïsme tout en portant l’habit de prêtre chrétien. Pendant quelques jours, avant de prendre une décision, les juges attendent encore une abjuration d’Antoine.
La sentence est finalement prononcée le 20 avril 1632. Antoine est condamné à être enchaîné, amené au bûcher, étranglé et brûlé. Les membres du clergé implorent en vain un sursis. Antoine est exécuté le jour même. Il va à la mort sereinement, implorant le pardon du Dieu d’Abraham. 

## Sources
- Cet article contient des extraits de l'article « Antoine, Nicolas » par Isaac Bloch de la Jewish Encyclopedia de 1901–1906 dont le contenu se trouve dans le domaine public.
- Bernard Lescaze, La confession de foi de Nicolas Antoine (1632) dans le Bulletin de la Société d'histoire et d'archéologie de Genève, vol. 14 (1970), p. 277-323.
- (de): Sammter, Allg. Zeit. d. Jud. 1894, Nos. 4 and 5;
- Rev. Ét. Juives, xxxvi. 163, xxxvii. 161-180.I.
- (de): Wohlan, lasst uns sterben zu Ehre des grossen Gottes Israels! de A. Meier; Revue:Judaica ISSN 0022-572X ; 1992, vol. 48, no3, p. 132-141